# Nelson Montes
Nelson Montes war ein uruguayischer Fußballspieler.

## Verein
Montes spielte 1917 für die Montevideo Wanderers in der Primera División. In jener Spielzeit belegte seine Mannschaft den vierten Tabellenplatz.

## Nationalmannschaft
Montes war auch Mitglied der uruguayischen A-Nationalmannschaft. Sein Länderspiel-Debüt feierte er beim 3:1-Sieg über Brasiliens Auswahl im Freundschaftsspiel am 16. Oktober 1917. Dies blieb sein einziger Einsatz in der Nationalelf. Montes nahm mit der Nationalelf jedoch auch an der Südamerikameisterschaft 1917 teil, bei der Uruguay den Titel gewann. Im Verlaufe des Turniers wurde er allerdings dann nicht eingesetzt.

## Erfolge
- Südamerikameister: 1917